# 哈斯塔 (矛)
哈斯塔（Hasta）是早期羅馬軍團攜帶的長矛，被稱為哈斯塔蒂（Hastati）的羅馬士兵因此得名。在後來的共和國時期，哈斯塔蒂的標準裝備改配為重標槍和短劍，只有後備兵才繼續使用哈斯塔。與重標槍不同的是哈斯塔不是投擲的，而是用於刺擊的。它長約2.4米（7.9英尺），桿身一般由白蠟木製成，矛頭由鐵製成。矛頭被覆蓋或改為鈍器的哈斯塔亦於士兵培訓中使用。